# خراب الدوحة الرابع
خراب الدوحة الرابع  الدوحة الرابع حدثت في 1889م، أراد الشيخ جاسم بن محمد آل ثاني الأنتقام من أبوظبي بعد ان لقي ابنه علي بن جاسم آل ثاني مصرعه على يد الشيخ خليفة بن زايد الأول قبل سنه في خراب الدوحة الثالث وفي حقيقة الأمر لم يكن الشيخ خليفة يريد قتل علي بن جاسم، لكن قام علي بن جاسم آل ثاني بمبارزة الشيخ خليفة بن زايد الأول فقتل على يد الشيخ خليفة بن زايد الأول قام الشيخ جاسم بن ثاني بتشكيل تحالف لمواجهة قوات  أبوظبي لكن سرعان مانهزمو جميعا في الأحساء وقبل وصول الشيخ زايد الأول إلى الدوحة أرسل عاكف باشا رسالة للشيخ زايد الأول يترجى فيها بوقف الحرب باسم الدين الأسلامي وقد رق قلب الشيخ زايد الأول للرسالة وتأثر كثيراً بها، فأمر بسحب قواته وإنهاء حالة الحرب مع قطر.[1]
| خراب الدوحة الرابع | خراب الدوحة الرابع |
| جزء من معارك خراب الدوحة | جزء من معارك خراب الدوحة |
| معلومات عامة | معلومات عامة |
| --- | --- |
| \| التاريخ \| 1889 - 1893 \| \| النتيجة \| - مصرع قوات ابن ثاني في قرية القارة - سيطرة قوات أبوظبي على الأحساء - مناشدة عاكف باشا للشيخ زايد الأول بإيقاف الحرب على قطر باسم الدين الأسلامي وتوقيع اتفاقية 1893 لاحقة - سقوط السعوديه الثانيه و لجوء عبدالرحمن بن فيصل ال سعود للكويت \| | |
| المتحاربون | |
| قطر الدولة السعودية الثانية | أبو ظبي دعم: دبي عمان |
| القادة | |
| جاسم بن محمد آل ثاني عبدالرحمن بن فيصل آل سعود | زايد بن خليفة الأول |
| القوة | |
| 2 الفين قطري 5 الاف متطوع سعودي | الغين مقاتل من قبائل ابو ظبي 4 الاف متطوع عماني |
| الخسائر | |
| 1,000 قتيل | 78 قتيل |
| التاريخ | 1889 - 1893 |
| النتيجة | - مصرع قوات ابن ثاني في قرية القارة - سيطرة قوات أبوظبي على الأحساء - مناشدة عاكف باشا للشيخ زايد الأول بإيقاف الحرب على قطر باسم الدين الأسلامي وتوقيع اتفاقية 1893 لاحقة - سقوط السعوديه الثانيه و لجوء عبدالرحمن بن فيصل ال سعود للكويت |

خراب الدوحة الرابع هو حدث تاريخي حصل في القرن التاسع عشر12. الشيخ جاسم بن محمد آل ثاني أراد الانتقام من أبوظبي بعد أن لقي ابنه علي بن جاسم آل ثاني مصرعه على يد الشيخ خليفة بن زايد الأول12.
في الحقيقة، لم يكن الشيخ خليفة يريد قتل علي بن جاسم، لكن علي بن جاسم آل ثاني قام بمبارزة الشيخ خليفة بن زايد الأول وقتل على يده12. الشيخ جاسم بن ثاني قام بتشكيل تحالف لمواجهة قوات أبوظبي، لكنهم سرعان ما هزموا جميعًا12.
قبل وصول الشيخ زايد الأول إلى الدوحة، أرسل عاكف باشا رسالة للشيخ زايد الأول يترجى فيها بوقف الحرب باسم الدين الإسلامي12. رق قلب الشيخ زايد الأول للرسالة وتأثر كثيرًا بها، فأمر بسحب قواته وإنهاء حالة الحرب مع قطر12.
خراب الدوحة الرابع كان حدثاً تاريخياً هاماً في القرن التاسع عشر12. هذا الحدث له أهمية كبيرة لأنه أدى إلى تغييرات كبيرة في العلاقات السياسية في المنطقة12.
أولاً، خراب الدوحة الرابع أدى إلى تعزيز القوة والنفوذ للشيخ جاسم بن محمد آل ثاني12. بعد هذا الحدث، أصبح الشيخ جاسم بن محمد آل ثاني يعتبر من أقوى القادة في المنطقة12.
ثانياً، خراب الدوحة الرابع أدى إلى تغييرات في العلاقات بين الدول في المنطقة12. بعد هذا الحدث، بدأت الدول في المنطقة في إعادة النظر في سياساتها وعلاقاتها مع بعضها البعض12.
ثالثاً، خراب الدوحة الرابع أدى إلى تغييرات في العلاقات بين الدول في المنطقة والقوى العالمية12. بعد هذا الحدث، بدأت الدول في المنطقة في إعادة النظر في سياساتها وعلاقاتها مع القوى العالمية12.
بشكل عام، يمكن القول أن خراب الدوحة الرابع كان حدثاً تاريخياً هاماً أثر بشكل كبير على التاريخ والسياسة في المنطقة12.
بعد خراب الدوحة الرابع، تأثرت العلاقات بين قطر وأبوظبي بشكل كبير. الحدث أدى إلى تغييرات في العلاقات السياسية بين الدولتين12.
أولاً، الحدث أدى إلى تعزيز القوة والنفوذ للشيخ جاسم بن محمد آل ثاني12. بعد هذا الحدث، أصبح الشيخ جاسم بن محمد آل ثاني يعتبر من أقوى القادة في المنطقة12.
ثانياً، الحدث أدى إلى تغييرات في العلاقات بين الدول في المنطقة12. بعد هذا الحدث، بدأت الدول في المنطقة في إعادة النظر في سياساتها وعلاقاتها مع بعضها البعض12.
ثالثاً، الحدث أدى إلى تغييرات في العلاقات بين الدول في المنطقة والقوى العالمية12. بعد هذا الحدث، بدأت الدول في المنطقة في إعادة النظر في سياساتها وعلاقاتها مع القوى العالمية12.
وفي النهاية، يمكن القول أن خراب الدوحة الرابع كان حدثاً تاريخياً هاماً أثر بشكل كبير على التاريخ والسياسة في المنطقة12.
ومع ذلك، يجب الإشارة إلى أن العلاقات بين قطر وأبوظبي تعافت بمرور الوقت. في العام 2023، أعلنت الدولتان عن إعادة فتح سفارتيهما واستئناف العلاقات الدبلوماسية3.

## موسوعات ذات صلة:
- موسوعة التاريخ
- موسوعة أبوظبي
- موسوعة الحرب
- موسوعة قطر
- موسوعة الإمارات العربية المتحدة